# Demian Vassilievitch Kotchoubeï
Pour les autres membres de la famille, voir Famille Kotchoubeï.
Demian Vassilievitch Kotchoubeï. (En alphabet cyrillique : Демьян Васильевич Кочубей). Né le 22 novembre 1786, décédé le 29 avril 1859. Membre du Conseil privé (1846), sénateur (1833), membre du Conseil d'État (1843), membre de la Commission pour la construction de la cathédrale Saint-Isaac à Saint-Pétersbourg (1837).

## Famille
Second fils du major-général Vassili Vassilievitch Kotchoubeï (1756-1800) et de son épouse Ielena Vassilievna Toumanskaïa (1762-1836). Frère de Vassili Vassilievitch, d'Alexandre Vassilievitch, d'Arkadi Vassilievitch (1790-1878) et de Ielena Vassilievna Kotchoubeï (1793-1863).

## Évolution de la carrière militaire
- . 1812 : capitaine.
- . 1820 : Colonel.

## Biographie
Demian Vassilievitch Kotchoubeï avait pour ascendant Küçük, un bey tartare de Crimée. Né dans une famille ukrainienne, propriétaire de domaines à Dikanka.
Demian Vassilievitch reçut son éducation au domicile de ses parents, puis, il poursuivit ses études à l'école Abbée Nikolia (l'abbé Dominique Charles Nicolas, l'un des fondateurs du Lycée Richelieu d'Odessa), une institution réservée à la noblesse.
De 1799 à 1809, il occupa un poste au Collège des Affaires étrangères. De 1809 à 1811, il fut transféré au Bureau de l'eau et des transports terrestres.

### Carrière militaire

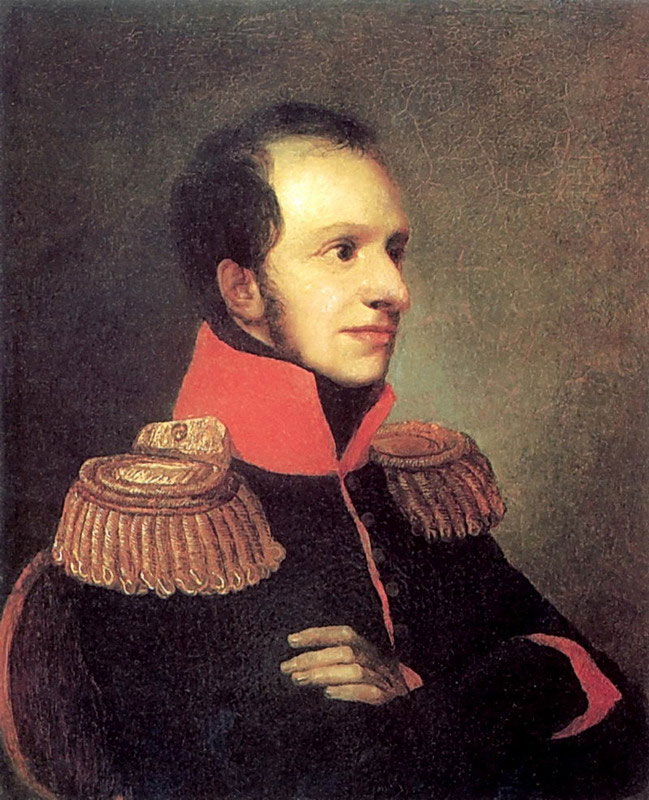
Portrait du prince Peter Friedrich Georg von Oldenburg (1784-1812), une œuvre du peintre russe Orest Adamovitch Kipresnki.

En 1812, Demian Vassilievitch quitta la fonction publique pour une affectation spéciale auprès du prince Peter Friedrich George von Oldenbourg (1784-1812), il incorpora le Régiment de hussards Grodnenski au grade de capitaine. Il fut engagé dans la Guerre de la Sixième Coalition. Les 23 et 24 novembre 1812, près de la ville de Borisov, il se distingua lors de la bataille de Batoury. Le 3 janvier 1813, sous le commandement du maréchal Pierre Wittgenstein il combattit les troupes du maréchal Macdonald à Labiau. Lors de l'entrée des troupes russes dans Königsberg, il fut l'un des premiers à pénétrer dans cette ville. Lors du passage de la Vistule par les troupes coalisées, il fut blessé, mais sa blessure ne nécessita pas son retrait de l'armée. Pour son comportement au cours de la bataille de Dresde, il lui fut décerné l'épée d'or avec l'inscription Pour bravoure. De 1817 à 1820, il servit sous les ordres du général Alexeï Andreïevitch Arakcheïev. En 1820, il fut élevé au grade de colonel puis il quitta l'armée pour revenir à la fonction publique.

### Carrière dans la fonction publique

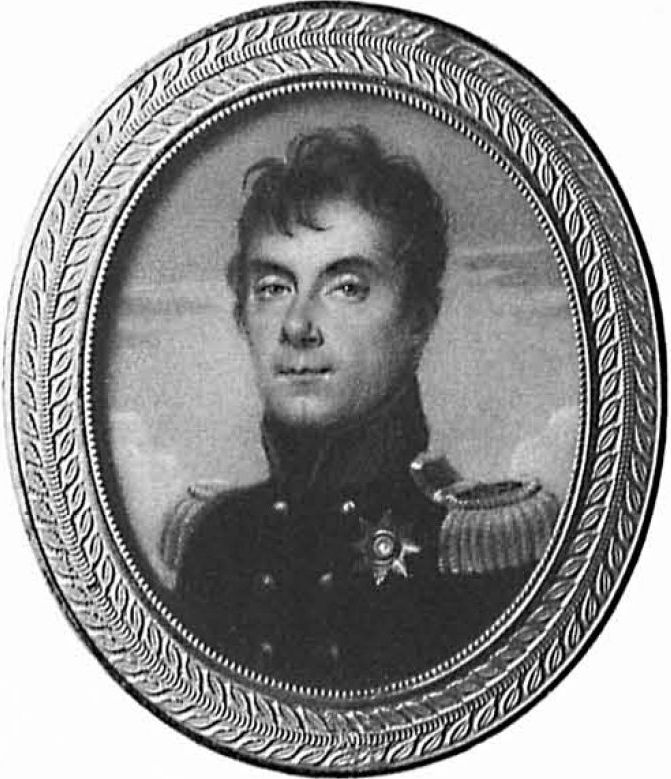
Alexeï Andreïevitch Arakcheïev.

Demian Vassilievitch Kotchoubeï fut nommé Directeur de la Commission nationale du remboursement de la dette, il occupa ce poste de 1821 à 1825. En 1833, il fut nommé sénateur de l'Empire russe. En 1836, il fut désigné pour siéger à la Commission de la construction de la Cathédrale Saint-Isaac de Saint-Pétersbourg. En 1837, il siégea au Conseil intérimaire du Département de la gestion des propriétés de l'État. De 1844 à 1845, il fut admis à siéger au Conseil d'état et au Comité spécial chargé d'examiner le nouveau Code des sanctions de l'Empire et du Royaume de Pologne. Il siégea également à la commission chargée d'examiner les codes civils régissant les provinces de la Baltique. De 1846 à 1849, il siégea à la Commission spéciale chargée d'examiner la quantité de sel produite par les Salicultures dans l'Empire russe, cette commission fut également chargée de faire baisser le prix d'achat du sel et d'augmenter les ventes.

## Décès

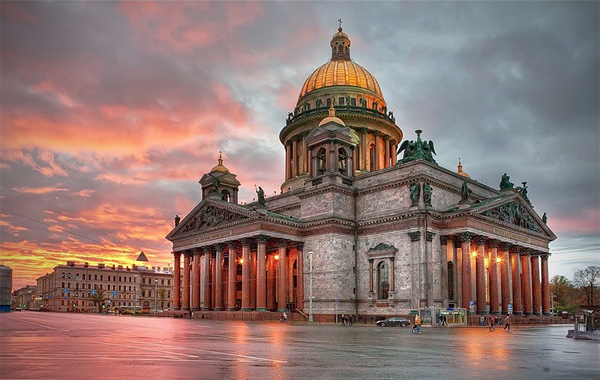
La Cathédrale Saint-Isaac de Saint-Pétersbourg au coucher du soleil.

Demian Vassilievitch Kotchoubeï décéda le 26 avril 1859.

## Distinction
- 1813 : Épée d'or avec l'inscription Pour bravoure.